# Agrafia
L'agrafia è un disturbo neurologico e neuropsicologico acquisito, che causa una perdita nella capacità di comunicare attraverso la scrittura, sia a causa di una qualche forma di disfunzione motoria, sia per disturbi di linguaggio.
La perdita della capacità di scrittura può presentarsi associata ad un altro disturbo del linguaggio o neurologico, per esempio congiuntamente ad alessìa, afasia, disartria, agnosia, e aprassia.
Lo studio dei soggetti affetti da agrafia può fornire ulteriori informazioni sui meccanismi coinvolti nella forma di scrittura, siano essi legati a disturbi di linguaggio sia a deficit motori.
L'agrafia, come disturbo, non può essere trattata direttamente, ma i soggetti che ne sono affetti possono apprendere tutta una serie di tecniche che possono contribuire a far loro recuperare alcune delle loro precedenti abilità di scrittura. Queste tecniche differiscono a seconda del tipo di agrafia.
Le diverse forme di agrafia possono essere suddivise in forme centrali e periferiche. 
Le agrafie centrali tipicamente coinvolgono aree linguistiche del cervello, e causano al paziente problemi e difficoltà di ortografia oppure di comunicazione spontanea, e sono spesso accompagnate da altri disturbi del linguaggio. Le agrafie di origine periferica, di solito, colpiscono le capacità motorie e le abilità visuospaziali. Oltre ai disturbi di tipo linguistico tendono a coinvolgere anche altre aree motorie del cervello, causando difficoltà nei movimenti associati con la scrittura.
L'agrafia centrale può anche essere chiamata agrafia afasica e coinvolge aree del cervello le cui funzioni principali sono in relazione con il linguaggio e la scrittura. L'agrafia periferica può anche essere definita agrafia non-afasica e, in genere, coinvolge aree del cervello le cui funzioni non sono in relazione diretta con il linguaggio e la scrittura (tipicamente delle aree motorie).
La storia dell'agrafia risale alla metà del XIV secolo, ma è stato solo verso la seconda metà del XIX secolo che ha suscitato notevole interesse clinico. Le ricerche svolte nel XX secolo si sono concventrate principalmente sulla afasia (e l'agrafia ad essa associata) in soggetti con lesioni cerebrali secondarie a ictus.

## Caratteristiche
L'agrafia o la difficoltà nel produrre lingua scritta può avvenire in molti modi e molte forme, perché la scrittura coinvolge molti processi cognitivi (elaborazione del linguaggio, ortografia, percezione visiva, orientamento visuo-spaziale per i simboli grafici, pianificazione motoria e controllo motorio della scrittura).
L'agrafia presenta due sottogruppi principali: agrafia centrale ("afasica") e agrafia periferica ("non afasica"). Le agrafie centrali includono la lessicale, la fonologica, la profonda e l'agrafia semantica. 
Le agrafie periferiche comprendono l'allografica, l'aprassica, la motoria, l'emianoptica e l'afferente.

### Centrale
L'agrafia centrale si verifica quando coesistono deficit del linguaggio parlato e deficit delle diverse abilità motorie e di visualizzazione coinvolte nella scrittura. Gli individui affetti da agrafia con afasia fluente scrivono normalmente lettere ben formate, ma sono incapaci di scrivere parole significative. 
L'afasia recettiva è un esempio di afasia fluente. Coloro che hanno agrafia con afasia non fluente sono in grado di scrivere brevi frasi, ma la loro scrittura è difficile da leggere. 
La loro scrittura richiede grande sforzo fisico, manca di sintassi corretta e spesso si caratterizza per un'ortografia scarsa. L'afasia espressiva (o afasia modificativa) è un esempio di afasia non fluente. Gli individui che hanno alessìa con agrafia hanno difficoltà con la produzione e comprensione della lingua scritta. Questa forma di agrafia non comprometta la lingua parlata
- Agrafia profonda colpisce l'abilità fonologica e la memoria ortografica degli individui. L'agrafia profonda è spesso il risultato di una lesione che coinvolge la regione parietale sinistra (circonvoluzione sovramarginale o insula). I soggetti non ricordano come appaiono le parole anche se queste sono digitate correttamente, né hanno idea di quale suono determini la corretta ortografia. Gli individui di solito si affidano alla loro memoria ortografica danneggiata per scrivere e ciò si traduce in frequenti errori, di solito di natura semantica. Gli individui hanno più difficoltà con i concetti astratti e le parole non comuni. Anche la lettura e la lingua parlata sono spesso compromesse.
- Agrafia da sindrome di Gerstmann è la perdita di valore della produzione linguistica scritta associata ai seguenti sintomi strutturali: difficoltà a discriminare tra le proprie dita, difficoltà a distinguere la destra dalla sinistra, difficoltà ad eseguire calcoli.[6] Tutti e quattro questi sintomi derivano da lesioni di una via nervosa.[7] La sindrome di Gerstmann può inoltre associarsi a alessìa e afasia lieve.[3][6]
- Agrafia globale danneggia anche la memoria ortografica di un soggetto, anche se in misura maggiore rispetto all'agrafia profonda. Nell'agrafia globale, la conoscenza ortografia si perde a tal punto che l'individuo può scrivere solo poche parole significative, oppure non riesce a scrivere alcuna parola. La lettura e lingua parlata sono notevolmente compromesse.
- Agrafia lessicale e strutturale sono causate da danni alla memoria ortografica. I soggetti che ne sono affetti non possono visualizzare l'ortografia di una parola, anche se mantengono la capacità di pronunciarla.[2] Questa memoria ortografia alterata può comportare la perdita o il degrado delle conoscenze o semplicemente l'impossibilità di accedervi in modo efficiente.[2] C'è un effetto di regolarità associata all'agrafia lessicale in quanto gli individui sono meno propensi a scrivere correttamente le parole senza regolare e prevedibile ortografia.[2] Inoltre, la capacità di scrivere una parola tende ad essere meno compromessa per le parole di uso comune.[2] Le persone hanno anche difficoltà con i termini omofoni.[2] La competenza linguistica in termini di grammatica e scrittura della frase tende invece ad essere conservata.[2]
- Agrafia fonologica è l'opposto dell'agrafia lessicale in quanto la capacità di pronunciare le parole è compromessa, ma la memoria ortografica delle parole può essere completamente intatta. Spesso si associa ad un effetto lessicale in quanto vi è una differenza nella capacità di scrivere le parole dotate di significato rispetto a parole che ne sono prive. Gli individui affetti da questa forma di agrafia dipendono dalla loro memoria ortografica.[2] Inoltre, per questi soggetti, risulta spesso difficile accedere parole più astratte, prive di una forte rappresentazione semantica (ad esempio, trovano decisamente più difficile esplicitare delle preposizioni che non nomi che concretamente rappresentano un oggetto).[2]
- Agrafia pura consiste nella perdita di valore della produzione lingua scritta, senza alcun altro disturbo linguistico o cognitivo.[3]

### Periferica
L'agrafia periferica si verifica quando vi è un danno alle diverse abilità motorie e di visualizzazione che sono necessariamente coinvolte nell'attività della scrittura.
- Agrafia aprassica è la perdita di valore della produzione linguistica scritta associata ad un disordine del sistema motorio. Questo tipo di disturbo si traduce nella faticosa e lenta formazione di lettere e parole distorte, incomplete e/o imprecise.[1] Sebbene le lettere e le parole che vengono scritte da questi soggetti siano spesso così poco formate da risultare quasi illeggibili, tuttavia la capacità di compitare ad alta voce è spesso conservata.[2] Questa forma di agrafia è causata specificamente da una perdita della pianificazione motoria specializzata nella formazione delle lettere e non da una disfunzione che colpisce la mano che scrive.[1][2] L'agrafia aprassica può presentarsi con o senza aprassia ideomotoria.[1] La paralisi, la corea di Huntington, la malattia di Parkinson (micrografia), e la distonia (crampo dello scrittore) sono disturbi motori che risultano comunemente associati con l'agrafia.[3][4]
- Agrafia isterica è la perdita di valore della produzione linguistica scritta causata da un disturbo di conversione.[3]
- Agrafia reiterativa si trova in individui che ripetono lettere, parole o frasi, nella produzione del linguaggio scritto, un numero abnorme di volte. La preservazione, la paragrafia, e la stessa "ecografia" (intesa come ecofenomeno di azione imitativa automatica, senza una consapevolezza esplicita) sono esempi di agrafia reiterativa.
- Agrafia visuo-spaziale è la perdita di valore della produzione linguistica scritta definito da una tendenza a trascurare una porzione (spesso un intero lato) della pagina, linee oblique verso l'alto o verso il basso, lasciando una anormale spaziatura tra le lettere, le sillabe e le parole.[8] Anche l'orientamento e la corretta sequenza della scrittura appaiono compromessi. L'agrafia visuospaziale è spesso associata a mancanza di attenzione all'emispazio sinistro, difficoltà nella costruzione o nell'assemblaggio di oggetti, così come altre difficoltà spaziali.[8][9]

## Cause
circonvoluzione angolare
     circonvoluzione sopramarginale
     area di Broca
     area di Wernicke
     corteccia uditiva primaria

Schema del cervello umano che mostra le circonvoluzioni superficiali e la corteccia uditiva primaria
circonvoluzione angolare
circonvoluzione sopramarginale
area di Broca
area di Wernicke
corteccia uditiva primaria

L'agrafia ha una moltitudine di cause che vanno dall'ictus, all'encefalopatia multiinfartuale, alle lesioni cerebrali traumatiche, fino alla demenza. Le regioni del cervello associate con la scrittura sono dodici. Le quattro aree funzionali distinte sono la zona frontale superiore sinistra, composta dalla circonvoluzione frontale media e dal solco frontale superiore, la zona parietale superiore sinistra, composta dal lobulo parietale inferiore, dal lobulo parietale superiore e dal solco intraparietale e infine dalla corteccia motoria primaria e dalla corteccia somatosensoriale.
Le altre otto aree sono considerate aree associative e sono: il cervelletto anteriore destro, il nucleo posteriore sinistro del talamo, la circonvoluzione frontale inferiore sinistra, il cervelletto posteriore destro, la corteccia frontale superiore destra, il lobulo parietale inferiore destro, la circonvoluzione fusiforme sinistra e il putamen di sinistra. Lo specifico tipo di agrafia derivante da un trauma e conseguente lesione cerebrale dipenderà da quale area del cervello è stata effettivamente danneggiata.
L'agrafia fonologica è legata a danni nelle aree del cervello coinvolte nella capacità di elaborazione fonologica (il suono delle parole), in particolare le aree linguistiche intorno alla fessura Silviana, come l'area di Broca, l'area di Wernicke, e la circonvoluzione sopramarginale.
L'agrafia lessicale è associata a danni alla circonvoluzione angolare sinistra e/o alla corteccia temporale posteriore. Il danno è tipicamente posteriore e inferiore rispetto alle aree linguistiche perisilviane.
L'agrafia profonda comporta danni alle stesse aree del cervello (come avviene per l'agrafia lessicale), cui si associa qualche danno alle aree linguistiche perisilviane pure. Danni maggiori e ingenti all'emisfero sinistro possono comportare una agrafia globale.
La sindrome di Gerstmann è causata da una lesione del lobo parietale dominante (di solito il sinistro), normalmente una lesione della circonvoluzione angolare.
L'agrafia aprassica con l'aprassia ideomotoria è in genere causata da un danno al lobo parietale superiore (in cui sono memorizzate le abilità e le pianificazioni grafo-motorie) o la corteccia premotoria (dove le pianificazioni sono convertite in comandi motori).
Inoltre, alcuni individui con lesioni cerebellari (più tipicamente associate ad un disfunzione motoria non aprassica) possono sviluppare agrafia aprassica. L'agrafia aprassica senza aprassia ideomotoria può essere causata da un danno a uno dei lobi parietali, il lobo frontale dominante, oppure al talamo dominante.
L'agrafia visuo-spaziale in genere si associa ad una patologia dell'emisfero destro. Danni alla regione frontale destra del cervello possono causare più tipi di deficit motori, mentre danni alla parte posteriore dell'emisfero destro conducono prevalentemente a difetti spaziali nella scrittura.

### Malattia di Alzheimer
Molto spesso si osserva l'agrafia in associazione con la malattia di Alzheimer (AD). I disturbi della scrittura possono essere una manifestazione precoce nella malattia di Alzheimer. Negli individui affetti da AD, il primo segno indicativo di coinvolgimento dell'abilità di scrittura è la semplificazione sintattica selettiva della grafia di questi pazienti. 
Questi pazienti cominciano a scrivere con meno descrizioni, meno dettagli e complessità. Possono emergere anche altri indicatori, come ad esempio alcuni errori grammaticali.
Man mano che la malattia di Alzheimer si sviluppa possono emergere e svilupparsi differenti tipi di agrafia. Nelle fasi iniziali del disturbo i soggetti che ne sono colpiti mostrano segni di agrafia allografica e agrafia aprassica. 
L'agrafia allografica nei soggetti con demenza di Alzheimer è rappresentata dalla tendenza a miscelare maiuscole e minuscole nelle parole. L'agrafia aprassica è rappresentata dalla tendenza dei pazienti a costruire lettere povere, mal costruite o francamente illeggibili oppure una continua ripetizione degli stessi tratti delle lettere.
Con il progredire della malattia progredisce anche la gravità dell'agrafia. I pazienti iniziano a manifestare agrafia spaziale, ovvero l'incapacità di scrivere su una linea retta orizzontale, con inoltre la tendenza a lasciare spazi non necessari tra lettere e parole.
Una connessione tra malattia di Alzheimer e agrafia è il ruolo della memoria nella normale capacità di scrittura. Chi è in grado di compitare normalmente ha accesso ad un sistema ortografico lessicale che si basa su una parola intera: quando funziona correttamente, permette di richiamare l'ortografia di una parola completa, non di singole lettere o suoni. Questo sistema utilizza inoltre un archivio di memoria interna, dove sono conservate le grafie di centinaia di parole.
Questo sistema viene definito lessico elaborato grafemico ed è giustamente chiamato in relazione al buffer grafemico, che rappresenta l'anello di memoria a breve termine per molte delle funzioni coinvolte nella scrittura.
Quando il sistema ortografico non può essere utilizzato, ad esempio perché si ha a che fare con parole sconosciute, non-parole o parole di cui non viene riconosciuta l'ortografia, alcune persone sono in grado di utilizzare il processo fonologico chiamato "sistema ortografico sub-lessicale". Quest'ultimo sistema viene utilizzato per sondare una parola e riuscire a scriverla. Negli individui affetti da malattia di Alzheimer, i magazzini di memoria che vengono utilizzati per la scrittura di tutti i giorni si perdono con il progredire della malattia.

## Trattamento
L'agrafia non può essere trattata direttamente, ma gli individui che ne sono affetti possono essere riabilitati per riguadagnare alcune delle loro precedenti abilità di scrittura. Per la gestione dell'agrafia fonologica, gli individui sono addestrati a memorizzare le parole chiave, come un nome familiare o un oggetto, che possono poi aiutarli a formare il grafema per quel fonema.
Il trattamento dell'agrafia allografica può essere estremamente semplice: il soggetto può avere a disposizione delle carte dell'alfabeto così che possa scrivere in modo leggibile, copiando le corrette forme delle lettere.
Esistono alcuni metodi riabilitativi anche per coloro che sono affetti da agrafia aprassica; se il soggetto ha ancora un discreto controllo dei movimenti della mano, è possibile cercare di migliorare la sua scrittura manuale, altrimenti si può ricorrere a dispositivi tecnologici, come moduli prestampati, blocchi di lettere, tastiere oppure la stessa macchina da scrivere. Scrivere sms o digitare su una tastiera non richiede lo stesso movimento tecnico che richiede scrivere con la penna. Per i metodi tecnologici (tastiere virtuali e simili) è necessaria solo una corretta posizione spaziale delle dita per digitare. 
La micrografia è una condizione che può verificarsi con lo sviluppo di altre patologie, come il morbo di Parkinson, e si caratterizza per una grafia che diviene illeggibile a causa della piccola scrittura. Per alcuni individui, una semplice esortazione a scrivere più in grande elimina il problema.

## Storia
Nel 1553, all'interno del libro di Thomas Wilson Arte of Rhetorique si trova traccia della prima descrizione nota di quella che, al giorno d'oggi, viene definita agrafia acquisita. Nella seconda metà del XIX secolo, la perdita della capacità di produrre lingua scritta riceve finalmente un'adeguata attenzione clinica. 
In questo periodo si affaccia l'idea che determinate lesioni del cervello possono comportare una dissociazione tra il linguaggio scritto e quello parlato, così come alterare sia la capacità di lettura, sia quella di scrittura.
All'incirca in questo stesso periodo temporale il lavoro di Paul Broca sull'afasia ispira i ricercatori in tutta Europa e Nord America e li stimola ad iniziare a condurre studi sulla correlazione tra le lesioni in varie aree corticali e la conseguente perdita di funzione.
Nel corso del 1850, alcuni clinici come Armand Trousseau e John Hughlings Jackson sostengono l'opinione che lo stesso deficit linguistico avviene sia per iscritto, sia nel parlato, sia nella lettura. 
Nel 1856, Louis-Victor Marcé sostiene che il linguaggio scritto e parlato sono indipendenti l'uno dall'altro. 
Scopre che in molti pazienti con disturbi linguistici, vi è compromissione sia del linguaggio parlato, sia della scrittura. In questi stessi pazienti, però, il recupero di una adeguata produzione linguistica scritta e parlata non avviene sempre parallelamente, suggerendo che questi due modi di espressione sono indipendenti. 
Louis-Victor Marcé giunge a credere che la capacità di scrivere non coinvolga solo il controllo delle capacità motorie, ma anche la memoria dei segni e del loro significato.
Anche Benedikt nel 1865 giunge a suggerire che le aree del cervello che controllano la scrittura e il linguaggio parlato possono avere differenti localizzazioni anatomiche. Secondo alcuni fu Benedikt a coniare per primo il termine agrafia, mentre altri studiosi attribuiscono il merito, nel 1867, a William Ogle, il quale fece una serie di osservazioni fondamentali circa i diversi modelli di dissociazione che si possono trovare tra la lingua scritta e quella parlata.
Egli dimostrò che alcuni pazienti con deficit di scrittura erano perfettamente in grado di copiare le lettere scritte, ma faticavano o risultava loro del tutto impossibile organizzare quelle stesse lettere per formare parole di significato compiuto. Olge sapeva che afasia e agrafia spesso si verificano insieme, ma sottolineava anche che il deficit dei due diversi tipi di linguaggio (parlato e scritto) poteva variare per tipo e gravità.
Lo stesso Ogle distingueva tra due diversi tipi di agrafia: nei soggetti affetti da agrafia amnemonica le lettere scritte apparivano ben formate, ma spesso utilizzate in modo scorretto o del tutto casuale, e le parole potevano prendere indifferentemente il posto l'una dell'altra; nei pazienti con agrafia atactica invece le lettere apparivano scarsamente formate, intellegibili e talvolta completamente irriconoscibili.
Anche se le osservazioni di Olge contribuirono in modo importante al progresso scientifico verso la comprensione dei disturbi della scrittura, mancava ancora un caso documentato di agrafia pura.
Nel 1884, oltre due decenni dopo l'inizio della ricerca dei disturbi acquisiti del linguaggio, Albert Pitres fece un'importante scoperta dando il suo contributo con la pubblicazione del primo report di un caso di pura agrafia.
va detto che il lavoro di Pitres fu fortemente influenzato dal cosiddetto approccio modulare alla memoria di Théodule-Armand Ribot.
I modelli di lettura e scrittura di Pitres consistevano di tre componenti principali: visiva (la memoria per le lettere e per come le lettere stanno insieme a formare sillabe e parole), uditiva (la memoria per i suoni rappresentati da ogni lettera) e motoria (la memoria motoria-grafica per le lettere). 
Sulla base di questo modello Pitres propose la seguente classificazione dell'agrafia:
1. Agrafia da cecità per le parole: incapacità di copiare un modello, ma l'individuo può scrivere spontaneamente e sotto dettatura.
2. Agrafia da sordità per le parole: l'incapacità di scrivere sotto dettatura, ma il soggetto può copiare un modello e scrivere spontaneamente.
3. Agrafia motoria: nessuna capacità di scrivere, ma l'individuo non presenta deficit di linguaggio.